# Monograma lui Isus Cristos

Chi-Rho

Monograma lui Iisus Hristos / Isus Cristos, cunoscută și ca semnul XP (se pronunță chi-rho), reprezintă un simbol creștin timpuriu constând din primele două litere grecești ale numelui Χριστός (în limba română „Hristos”). În timpul păgânismului, prin folosirea acestor litere utilizatorul își afirma identitatea de creștin. 
Conform tradiției, acest simbol ar fi fost visat de Constantin cel Mare înaintea Bătăliei de la Podul Milvius, fiind denumit de aceea și crucea constantiniană sau labarum. Monogramei îi sunt alăturate uneori prima și ultima literă din alfabetul grecesc, Alfa și Omega. Aceste două caractere simbolizează începutul și sfârșitul, dumnezeirea și veșnicia lui Isus Cristos.
O altă monogramă creștină timpurie a Mântuitorului e sub forma "IX", ce arată ca spițele unei roți, câteodată băgate într-un cerc. 

Monograma IX e formată din îmbinarea literelor grecești "I" ori iota pentru Iesous (Ιησους, Iisus în greacă) și "X" sau Chi pentru Christos (Χριστος, Hristos în greacă). Spițele pot apărea și singure, fără cerc. Această monogramă se regăsește deseori ca inscripție funerară antică. 

## Galerie de imagini

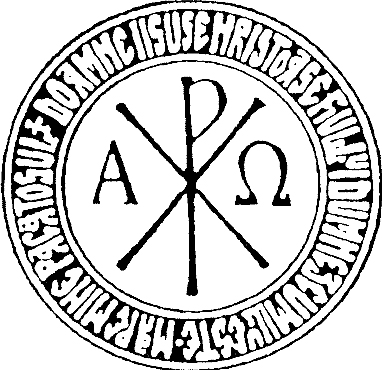
Monograma lui Iisus Hristos, alături de textul: Doamne Iisuse Hristoase, Fiul Lui Dumnezeu, miluiește-mă pe mine, păcătosul (în scriere specifică slavizantă). Imaginea apare pe coperta Filocaliei.
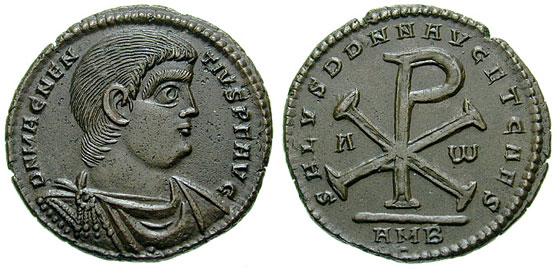
Monograma lui Iisus Hristos pe o monedă romană emisă sub Magnentius (350-353) AD. Æ Dublu Centenionalis (8,88 grame); avers: D N MAGNEN-TIVS P F AVG[1], bust drapat și cu armură spre dreapta; revers: SALVS DD NN AVG ET CAES, Α-Ω, Monograma lui Isus Cristos; în exergă: AMB (marca monetăriei din Ambianum (Amiens)).
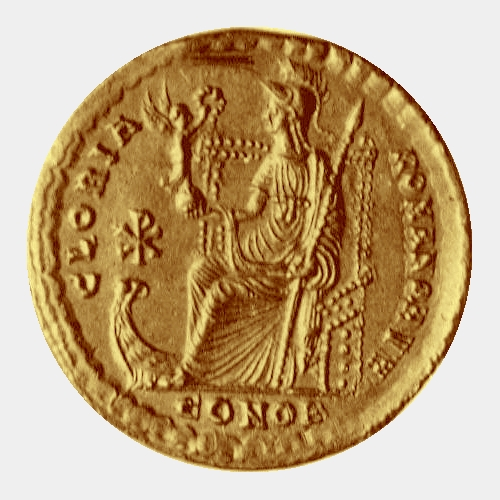
Monograma lui Isus Cristos pe un multiplu de solidus (4 solidi), emis sub Arcadius (395-408). Revers: Circular GLORIA ROMANORVM, iar în exergă CONOB, marcă a monetăriei din Constantinopol. Diametrul monedei: 36 mm, greutatea monedei: 20,11 g. Moneda face parte din colecția lui Carlos de Beistegui, catalog n°239. Fotografie luată de Léon Marotte (1852-19..). Păstrată la Cabinetul de medalii al BNF-ului din Paris. Fotografie colorată ulterior.
Labarum
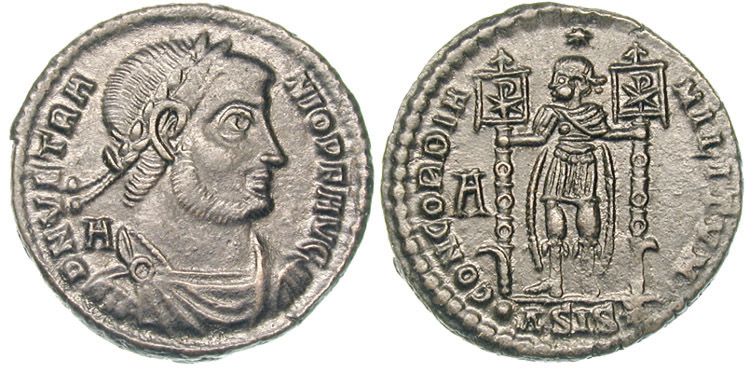
Labarum reprezentat pe o monedă romană. Avers: Vetranio, bust drapat, împlătoșat, cap laureat spre dreapta; circular: D N VETRA-NIO P F AVG;[2] revers: circular, CONCORDIA MILITVM,[3] împăratul în picioare, spre stânga, în haine militare, ține în fiecare mână câte un labarum; un A, în câmpul din stânga; o stea deasupra capului împăratului; semnul primei oficine a monetăriei din Siscia, • ASIS *, în exergă.
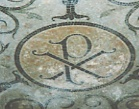
Mozaic din secolul al IX-lea în biserica „Sf. Ioan” din Montierneuf, la Poitiers
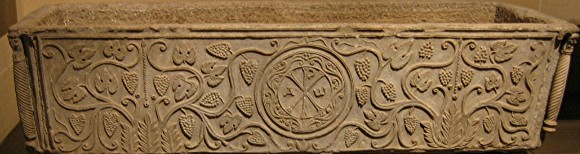
Labarum pe cuva unui sarcofag din secolul al VI-lea
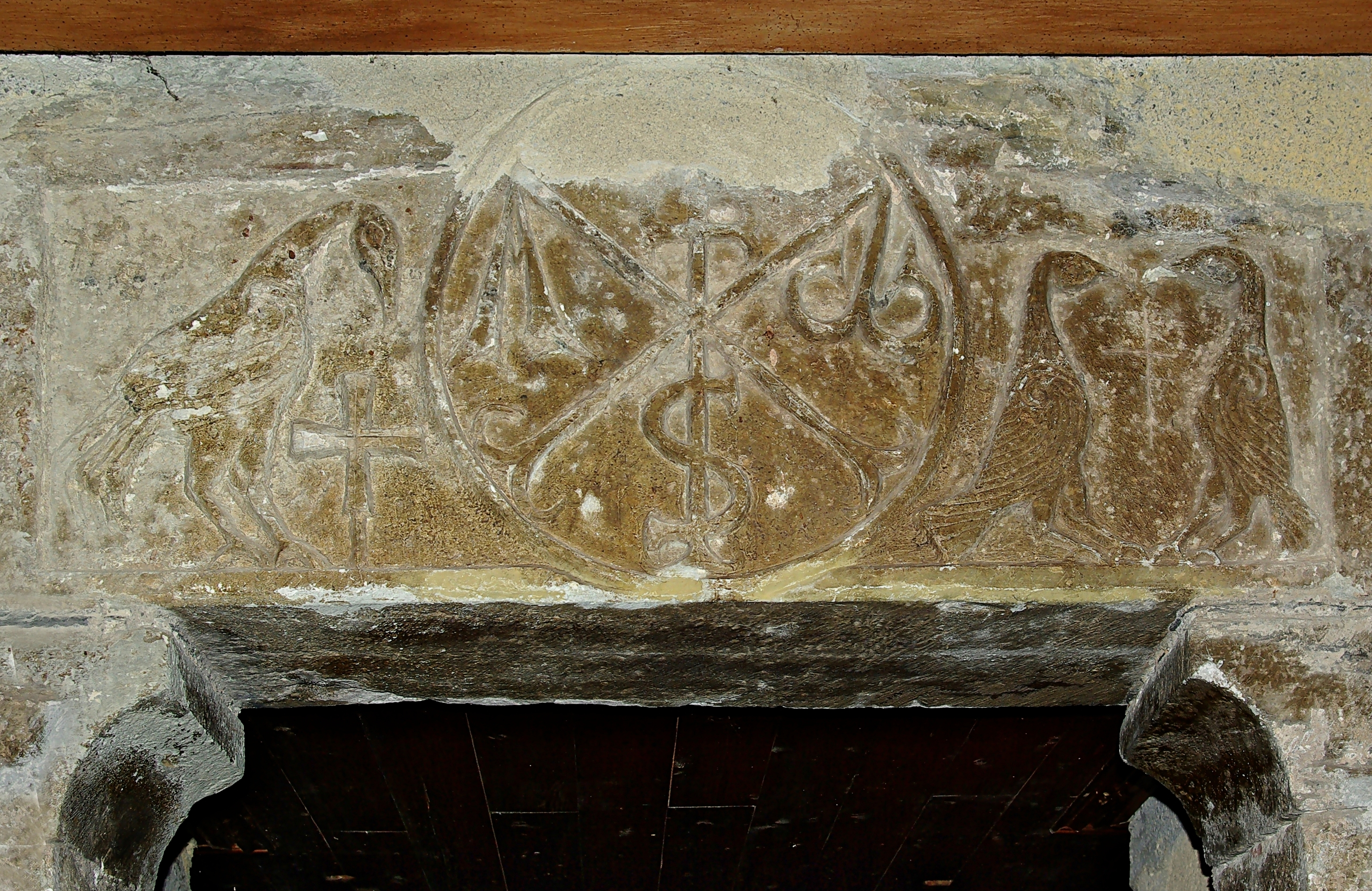
Intrarea în biserica din Sers (departamentul Hautes-Pyrénées)
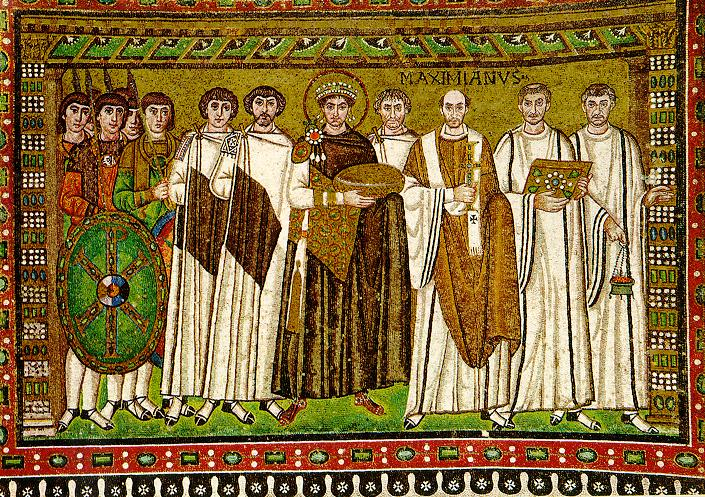
Iustinian și curtea sa. Un labarum reprezentat pe un scut de pe mozaicul bizantin din Bazilica „San Vitale” din Ravenna (Italia)
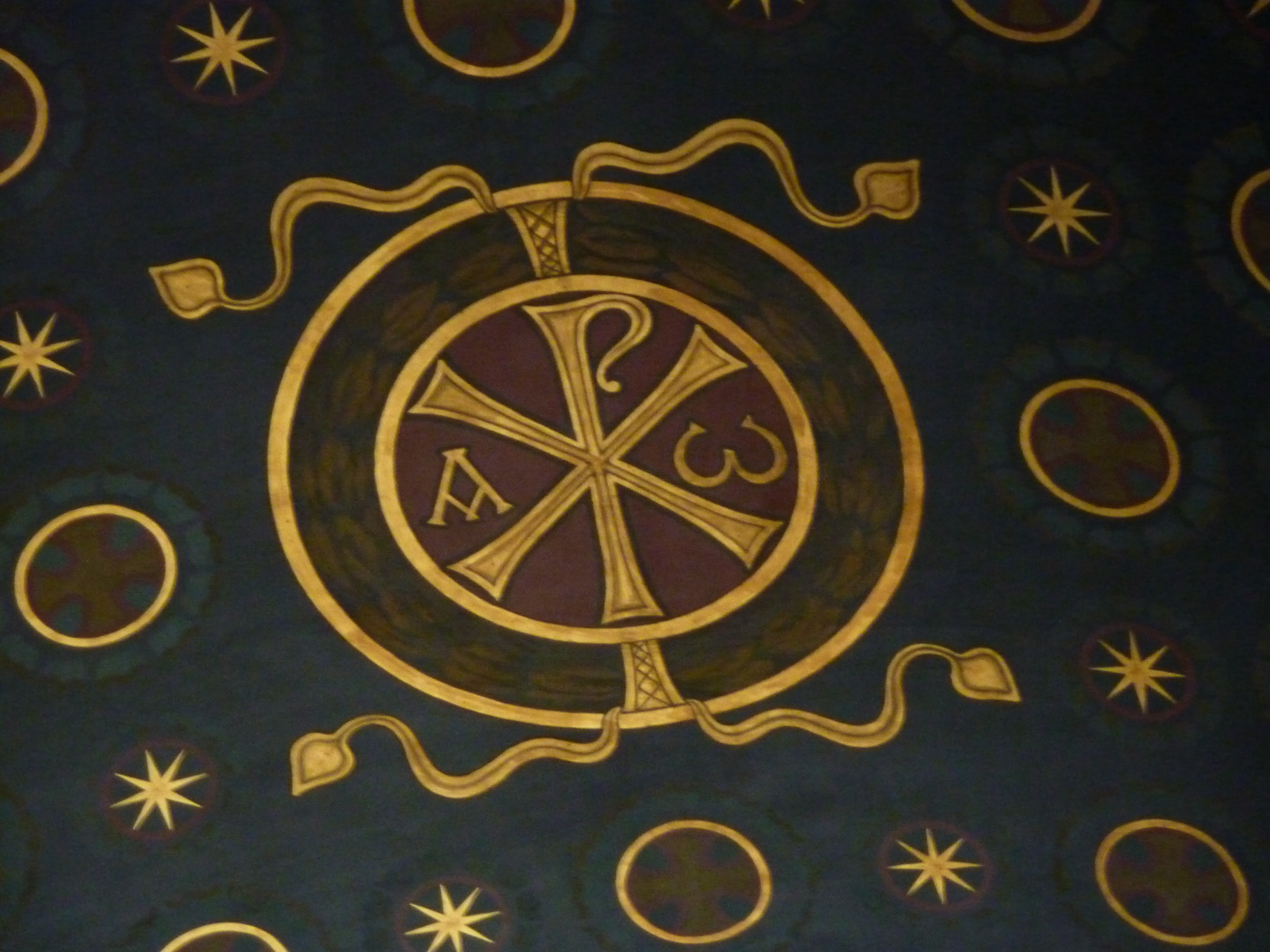
Labarum pe o capelă a Bisericii Sf. Francisc Xaveriu din Paris
monograma IX
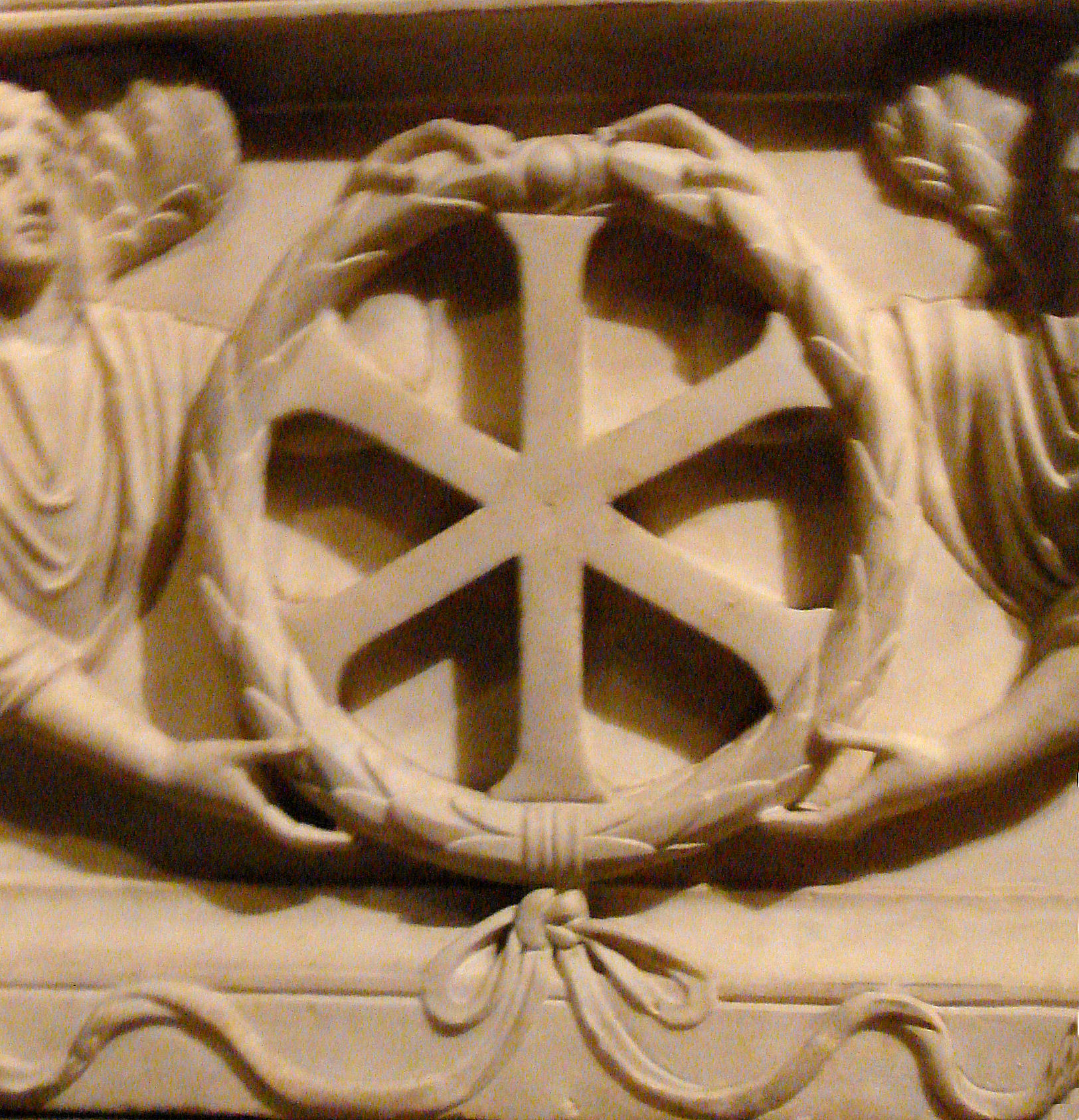
Detaliul monogramei IX pe de un sarcofag din Constantinopol (sfârșitul sec. al III-lea - începutul sec. al IV-lea)
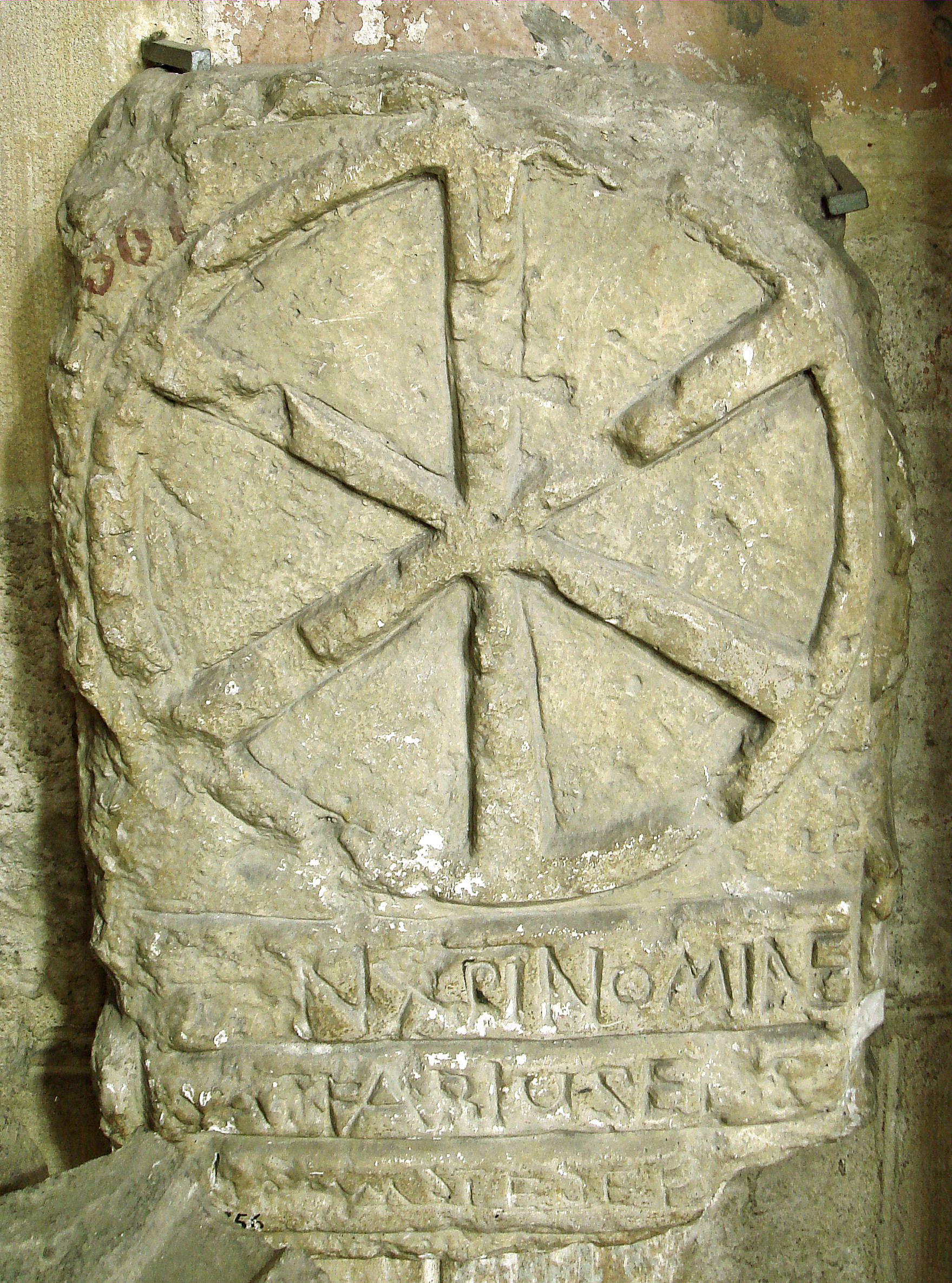
Capacul unui sarcofag merovingian (sec. VI-VII), găsit la Paris, de la Muzeul din Saint-Germain-en-Laye
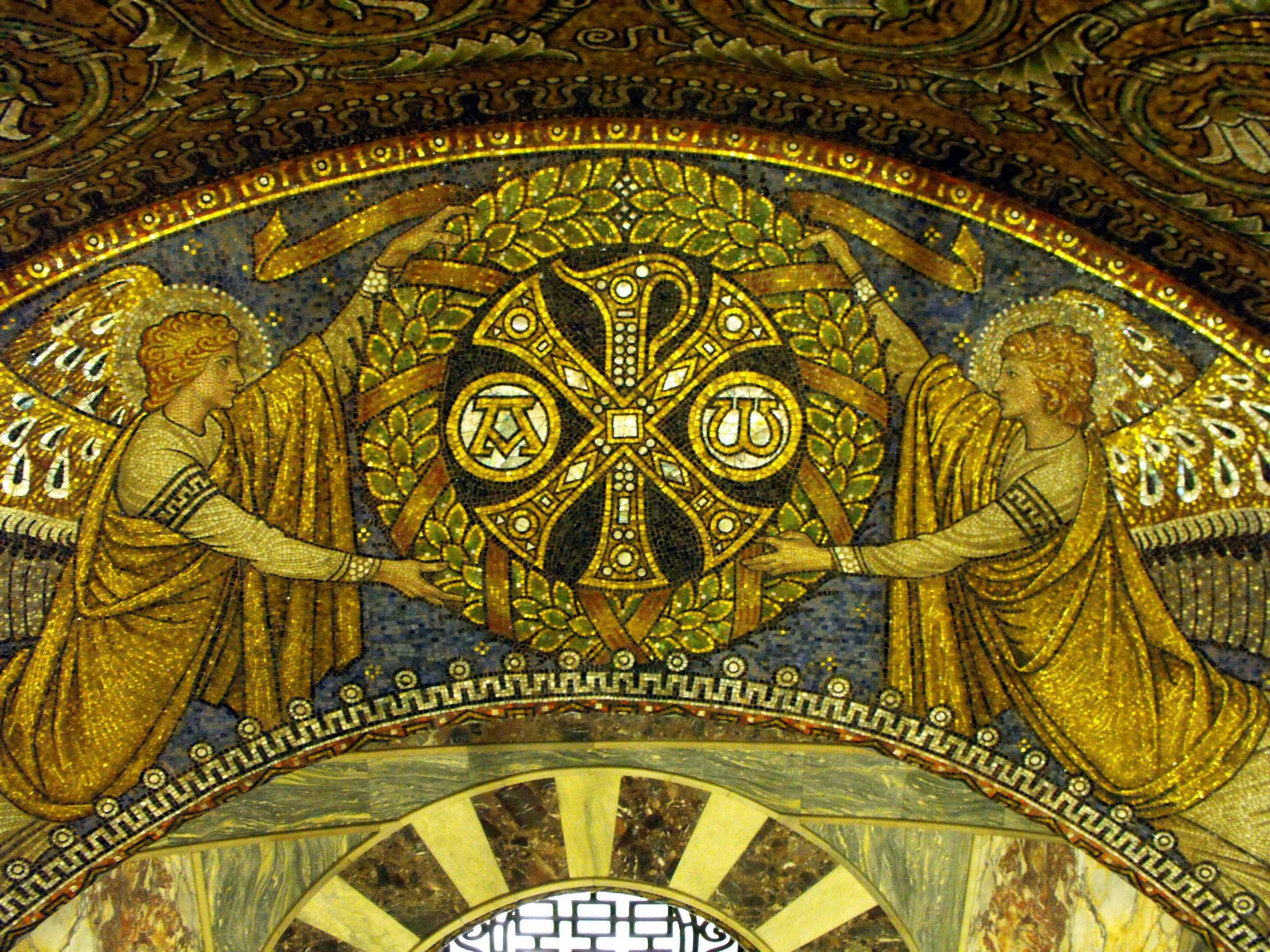
Mozaic neobizantin din Domul din Aachen, din perioada Belle Époque